# Uchyb regulacji
Uchyb regulacji (błąd sterowania) – w układzie regulacji, różnica między wartością zadaną sygnału oraz wartością sygnału wyjściowego.
{\displaystyle e(t)=r(t)-y(t).}

## Transformata uchybu
Przy założeniu że znana jest transmitancja układu otwartego {\displaystyle G_{o}(s)} oraz transformata wartości zadanej {\displaystyle W(s)} można obliczyć transformatę uchybu (wzór dla ujemnego sprzężenia zwrotnego):
{\displaystyle E(s)=W(s)G_{E}(s)={\frac {W(s)}{1+G_{o}(s)}}.}

## Przykład
Przy założeniu, że sygnałem wejściowym jest skokowa funkcja Heaviside’a, uchyb regulacji jest równy {\displaystyle 1} w chwili {\displaystyle t=0,} natomiast gdy sygnałem wejściowym jest funkcja rosnąca liniowo lub parabolicznie – uchyb regulacji jest równy {\displaystyle 0} w chwili {\displaystyle t=0.}